# Thomas Grue
Thomas Anton Grue Madsen (født 15. april 1952 i Store Lindet, Birket, Lolland, død 19. september 2010 i København) var en dansk guitarist. 
Thomas Grue var kendt for sit habile rytmiske guitarspil, der bragte ham vidt omkring i dansk rockmusik, hovedsageligt i 1970´erne og 1980´erne.
Han spillede med utallige danske grupper og solister og var i mange år en del af musikmiljøet på Christianshavn i København, som han flyttede til i 1971.
Han blev bredt kendt som Kim Larsens faste sparringspartner, fra Larsens solodebut "Værsgo" i 1973, til og med "Forklædt Som Voksen" i 1986, hvor han var den første guitarist i Kim Larsens orkester Bellami. Samarbejdet ophørte samme år. "Værsgo" var primært Larsens og Grues plade, idet produktionen og arrangementerne af musikken var akustiske guitarer og ikke så meget andet. Grue har dermed en stor del af æren for pladens succes.
Foruden Kim Larsen, spillede Thomas Grue med bl.a. Lone Kellermann, Stig Møller, Niels Pind Pedersen, Skousen & Ingemann, C.V. Jørgensen, Frede Fup, Snold, Swing Jørgens Rytmecirkus, Røde Mor, Troels Trier, Leif Sylvester, Bjarne Liller, Clausen og Petersen, Jomfru Ane Band, Niels Skousen og Dione Band.
Fra julen 2005 spillede Thomas Grue med Tømrerclaus i orkestret Band Of Friends ind til april 2007. Samme sommer, indgik han som guitarist i det Christiania relaterede orkester Sorteper, med bl.a. violinisten Mikkel Bayer og saxofonisten og orgelspilleren Niels "Pind" Pedersen.